# ウーゴ・カサレス
ウーゴ・カサレス（Hugo Cázares、1978年3月24日 - ）は、メキシコの男性プロボクサー。本名はウーゴ・フィデル・カサレス・リナレス（Hugo Fidel Cázares Linares）。シナロア州ロスモチス出身。元WBA世界スーパーフライ級王者。元WBO世界ライトフライ級王者。世界2階級制覇王者。「驚嘆すべきもの」という意の“El Increible”という異名を持つ。

## 来歴
1997年2月23日、21歳でプロデビューし、判定ドロー。
1999年4月2日、NABO北米スーパーフライ級王座に挑戦するが、初回TKO負けで王座獲得ならず。
2000年8月19日、フランシスコ・ガルシアを8回TKO勝ちでメキシコライトフライ級王座を獲得した。
2002年3月22日、ラファエル・オロスコを6回KO勝ちでNABO北米ライトフライ級王座を獲得した。以後、2度の防衛に成功した。
2005年4月30日、ネルソン・ディーバ（プエルトリコ）を10回負傷判定勝ちでWBO世界ライトフライ級王座獲得に成功した。以後、5度の防衛に成功した。
2007年8月25日、6度目の防衛戦でミニマム級から階級を上げたイヴァン・カルデロン（プエルトリコ）の挑戦を受け、1-2の判定負けで王座から陥落した。
2008年8月30日、カルデロンと再戦するも、7回に偶然のバッティングでカルデロンの額が裂傷し、ドクターストップ。0-3の判定負けで王座復帰に失敗した。
2009年3月24日、WBAフェデラテンスーパーフライ級王座決定戦をロベルト・バスケス（パナマ）と争い、大差判定勝利で王座を獲得した。
2009年6月13日、フェザー級相当のノンタイトル10回戦には123.64ポンドで前日計量を通過、ボディフックで初回1分06秒KO勝利を収めた。
2009年9月30日、大阪府立体育会館第2アリーナでWBA世界スーパーフライ級レギュラー王者名城信男に挑戦するが、1-1（116-112、112-116、114-114）の判定ドローで王座獲得ならず。
2010年5月8日、大阪府立体育会館第1アリーナでWBA世界スーパーフライ級レギュラー王者名城信男にダイレクトリマッチで再挑戦し、3-0（117-111、117-111、115-113）の判定で雪辱し、王座を獲得すると共に2階級制覇を達成した 。
2010年7月3日、トラルネパントラ・デ・バスのコンベンション・センターにて、同級13位のエベラルド・モラレスと対戦。序盤に左瞼をカットしたが、その後は冷静に戦い7回に左カウンターからダウンを奪い、挑戦者は辛くも立ち上がるもそこで主審がストップ。TKO勝ちを収めて初防衛に成功した。
2010年10月9日、トラルネパントラ・デ・バスで、アルベルト・ロッセル（ペルー）と2度目の防衛戦を行い、9回31秒でTKO勝ちを収めた 。
2010年10月15日、スーパー王者ビック・ダルチニアンが王者を返上したため、カサレスはレギュラー王者から正規王者に認定された。
2010年12月23日、大阪府立体育会館で久高寛之の挑戦を受け、12回フルラウンド戦い、3-0の判定で勝利して3度目の防衛に成功した 。
2011年8月31日、日本武道館で行われた5度目の防衛戦で清水智信と戦ったが、1-2の判定で敗れ王座を明け渡した。
2012年8月11日、ロスモチスのポリデポルティーボ・センテナリオでダニエル・ディアスとCABOFEスーパーバンタム級王座決定戦を行い、3-0（119-110、118-110、118-111）の判定勝ちを収め王座を獲得した。
2013年1月16日、チワワ州チワワのヒムナシオ・マヌエル・ベルナルド・アギーレでレイ・ペレスとWBCインターナショナルスーパーバンタム級シルバー王座決定戦を行い、3-0（114-113、114-113、115-112）の判定勝ちを収め王座を獲得した。
2013年6月1日、メヒコ州エカテペックのエスタディオ・モレロスでガブリエル・アルタレホス（フィリピン）と対戦し、初回にカサレスのボディーブローがアルタレホスのレバーにヒットし、アルタレホスは起き上がることが出来ずにレフリーが10カウントを数え試合終了。1回2分52秒KO勝ちを収めWBCインターナショナルシルバー王座の初防衛に成功した。
2014年4月4日、イギリス北アイルランドのベルファストオデッセイ・アリーナでカール・フランプトンとWBC世界スーパーバンタム級指名挑戦者決定戦を行い、2回1分38秒KO敗けを喫しレオ・サンタ・クルスへの挑戦権獲得に失敗した。

## 獲得タイトル
- メキシコライトフライ級王座
- NABO北米ライトフライ級王座(防衛2)
- WBO世界ライトフライ級王座(防衛5)
- WBAフェデラテンスーパーフライ級王座(防衛0)
- WBA世界スーパーフライ級レギュラー王座(防衛2=正規王座に認定)
- WBA世界スーパーフライ級王座(防衛2)
- CABOFEスーパーバンタム級王座
- WBCインターナショナルスーパーバンタム級シルバー王座（防衛1）